# Corona de olivo

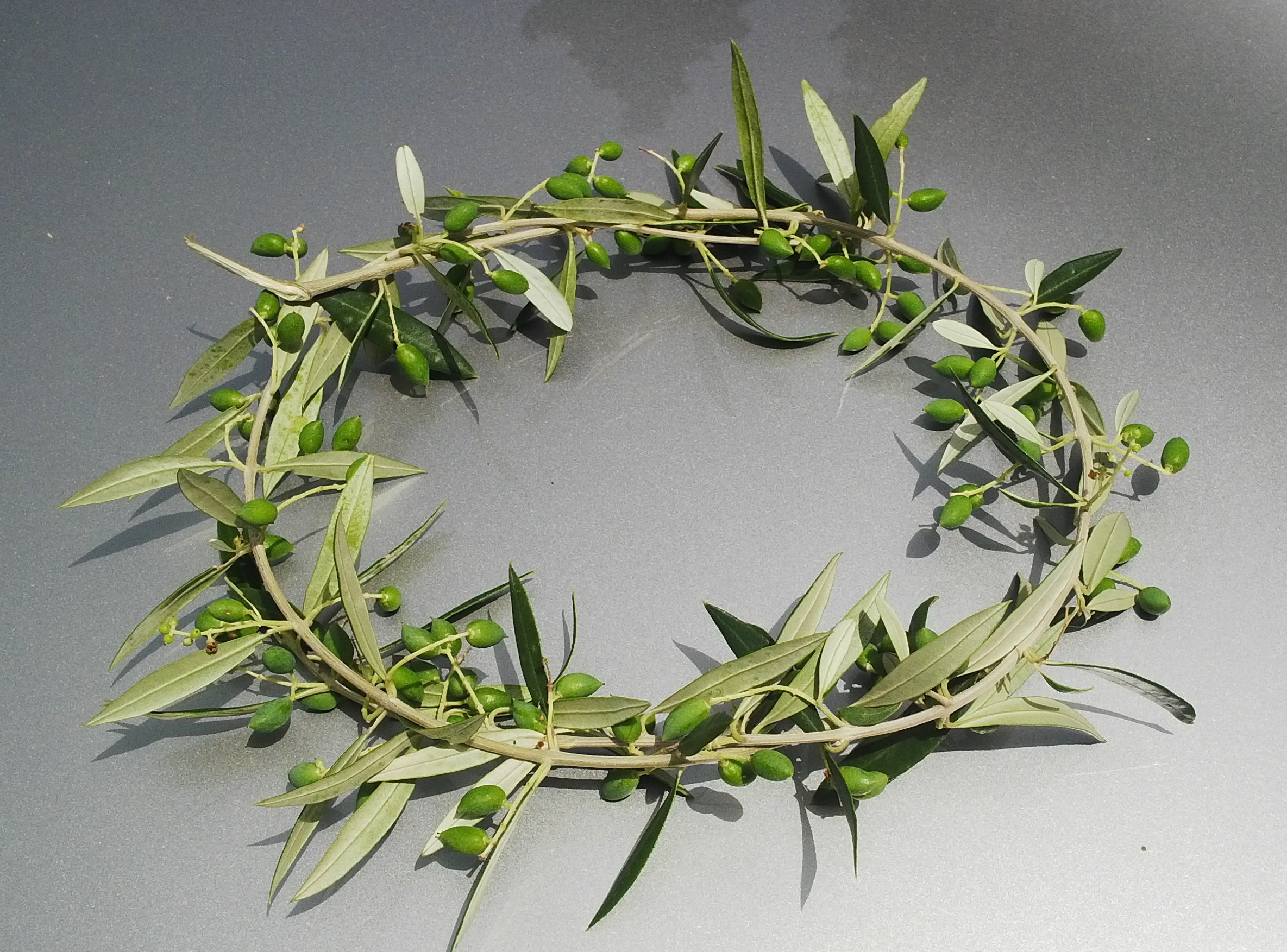
Corona de olivo, kotinos

La corona de olivo, también conocida como kotinos (en griego: κότινος) fue originalmente el único premio otorgado al ganador de cada una de las pruebas de los Juegos Olímpicos Antiguos. Es una rama de olivo, cortada por un adolescente con una hoz de oro de un olivo silvestre sagrado (Kallistefanos Elea o Elaia Kallistephanos), del Altis que crece en Olimpia, cerca del Templo de Zeus, cuyas hojas entrelazadas forman un círculo o herradura. Esta corona fue sustituida por la medalla olímpica en los Juegos Olímpicos modernos, solo en los Juegos Olímpicos de Verano de Atenas de 2004, donde por primera vez se revivió la antigua tradición de otorgar kotinos a los ganadores y fue reintroducida, con un patrocinador que ofreció las 5513 coronas de los vencedores, para subrayar la conexión histórica de los Juegos actuales con los de la Antigüedad. Además es el símbolo mundial de la paz y la libertad.

## Historia
A partir de la séptima Olimpiada, los heraldos anunciaban los nombres de los ganadores (llamados olímpiónicos) de los Juegos Olímpicos Antiguos que, a los vítores de los espectadores que les arrojaban flores, eran colocados por los helanódicas justo después de su competición con una rama de palma en sus manos mientras que unas cintas de lana púrpura, las tæniae, eran atadas alrededor de sus frentes y manos como signo de victoria. La ceremonia oficial de entrega tenía lugar el último día de los Juegos en el vestíbulo elevado del Templo de Zeus. Después de que el heraldo anunciaba el nombre del ganador olímpico, de su padre y de su ciudad, el helanódica ceñía la cabeza del ganador con una corona de olivo, el kotinos, que según la creencia proporciona protección divina.
Ifitos, el rey de Elida (ciudad de la Magna Grecia), fue quien estableció el premio de Kotinos para los ganadores, después de una respuesta dada por el oráculo de Delfos, de que la corona del ganador debía estar hecha de ramas de olivo silvestre.
Según la mitología, fue Hércules fue quien trajo el olivo de su tierra natal, Creta o del norte, y la plantó en Olimpia. Él y su hermano mayor fueron a Olimpia un día para correr y se dice que estas fueron las primeras carreras en ruta, mientras que Hércules fue el primero en coronar al ganador con una rama de olivo. La corona de olivo era simbólica, ya que se creía que traía buena suerte y protección divina al atleta coronado.
Para Pausanias fue Heracles quien introdujo esta corona olímpica como una recompensa para el ganador de la carrera del estadio, la prueba más importante de los antiguos juegos, para honrar a su padre Zeus. Heródoto describió la siguiente historia sobre esta corona: Jerjes I interrogó a algunos arcadios, después de la batalla de las Termópilas, preguntándoles por qué había tan pocos griegos defendiendo las Termópilas. Respondieron: "Ahora celebran los Juegos Olímpicos, y ven los ejercicios de gimnasia y las carreras de caballos. El rey persa les preguntó de nuevo cuál era el coste de la lucha. "Una corona de olivo, dijeron." Entonces Tigranes, uno de sus generales, pronunció: "¡Cielos! Mardonio, ¿qué clase de hombres son estos contra quienes nos has traído a pelear? Hombres que no compiten por las posesiones, sino por la gloria".
Cada uno de los Juegos Panhelénicos recibe una corona de follaje particular:
- kotinos en los Juegos Olímpicos;

- corona de laurel en los Juegos Píticos en Delfos;

- corona de pino en los Juegos Ísmicos;

- corona de apio en los Juegos Nemeos.